# Kommendör
Kommendör (förkortning: kmd) en tjänstegrad inom flottan motsvarande överste i armén och flygvapnet och som internationellt är på nivån OF-5.

## Sverige
Kommendör (förkortning: kmd) har tjänsteställning närmast under flottiljamiral och närmast över kommendörkapten och motsvarar överste inom armén, flygvapnet och amfibiekåren. Åren 1972–2000 kunde även kommendör av första graden utses, men från den 1 juli 2000 infördes den högre graden flottiljamiral varvid nyutnämningar till kommendör av första graden upphörde.
Typiska befattningar för kommendörer är flottiljchef, avdelningschef i central stab eller försvarsattaché.
Befälstecken
En kommendör som för befäl från ett fartyg, till exempel en flottiljchef, hissar på det fartyget en örlogsstandert som befälstecken.

### Gradbeteckning efter 2003
Gradbeteckningen i dess nuvarande form har burits av kommendör sedan 2003 och ändrades då för att få ett mer internationellt utseende. Idag består den av fyra st 12,6 mm guldgalon och en ögla av samma galon. Gradbeteckning på ärm bärs till innerkavaj samt mässdräkt i flottan. Före 2003 bars denna gradbeteckning av kommendörkapten.

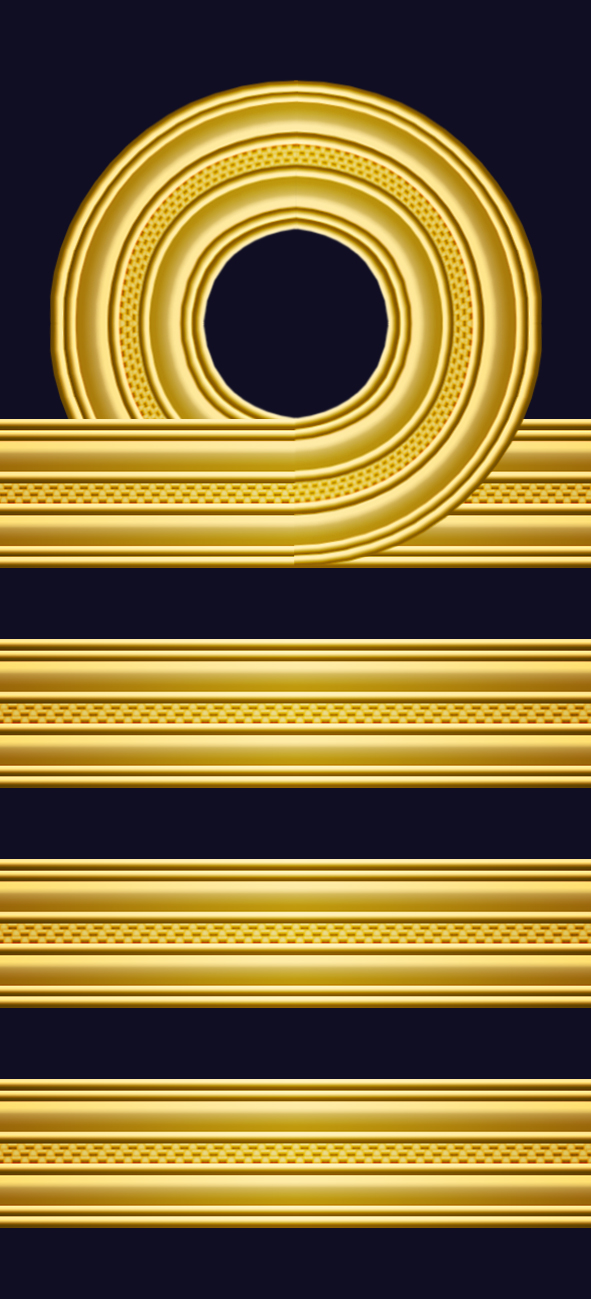
Axelklaffshylsa.
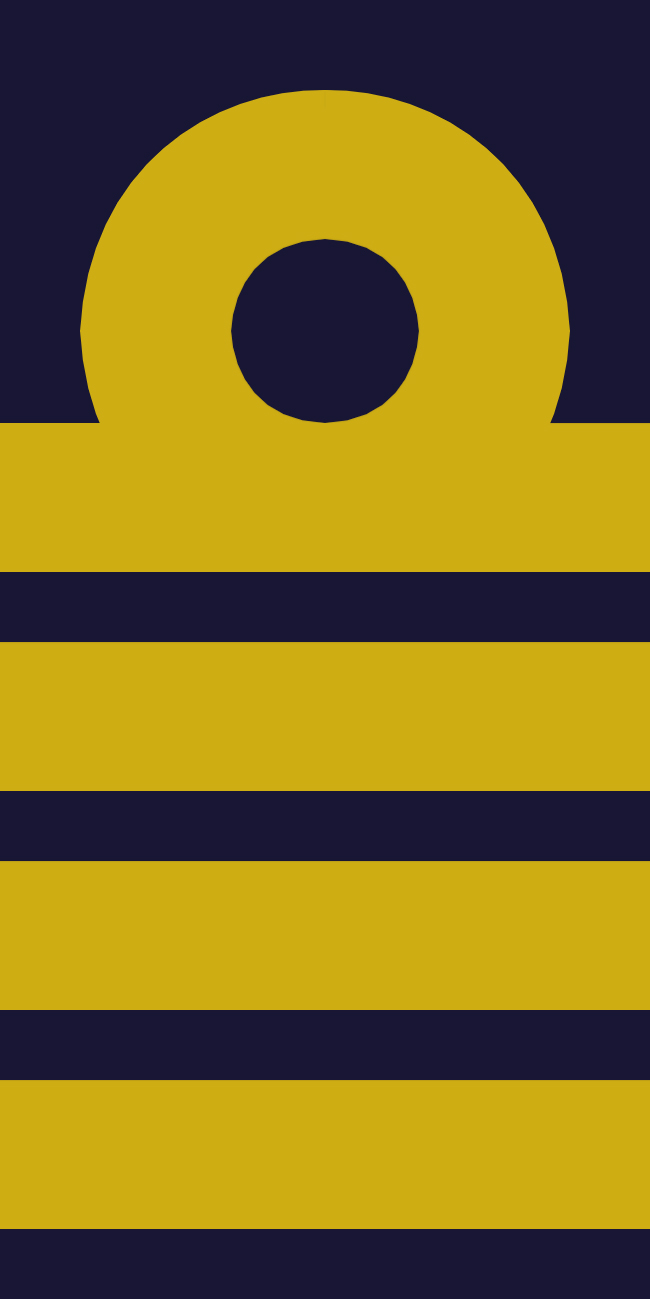
Axelklaffshylsa (sjöstridsdräkt).
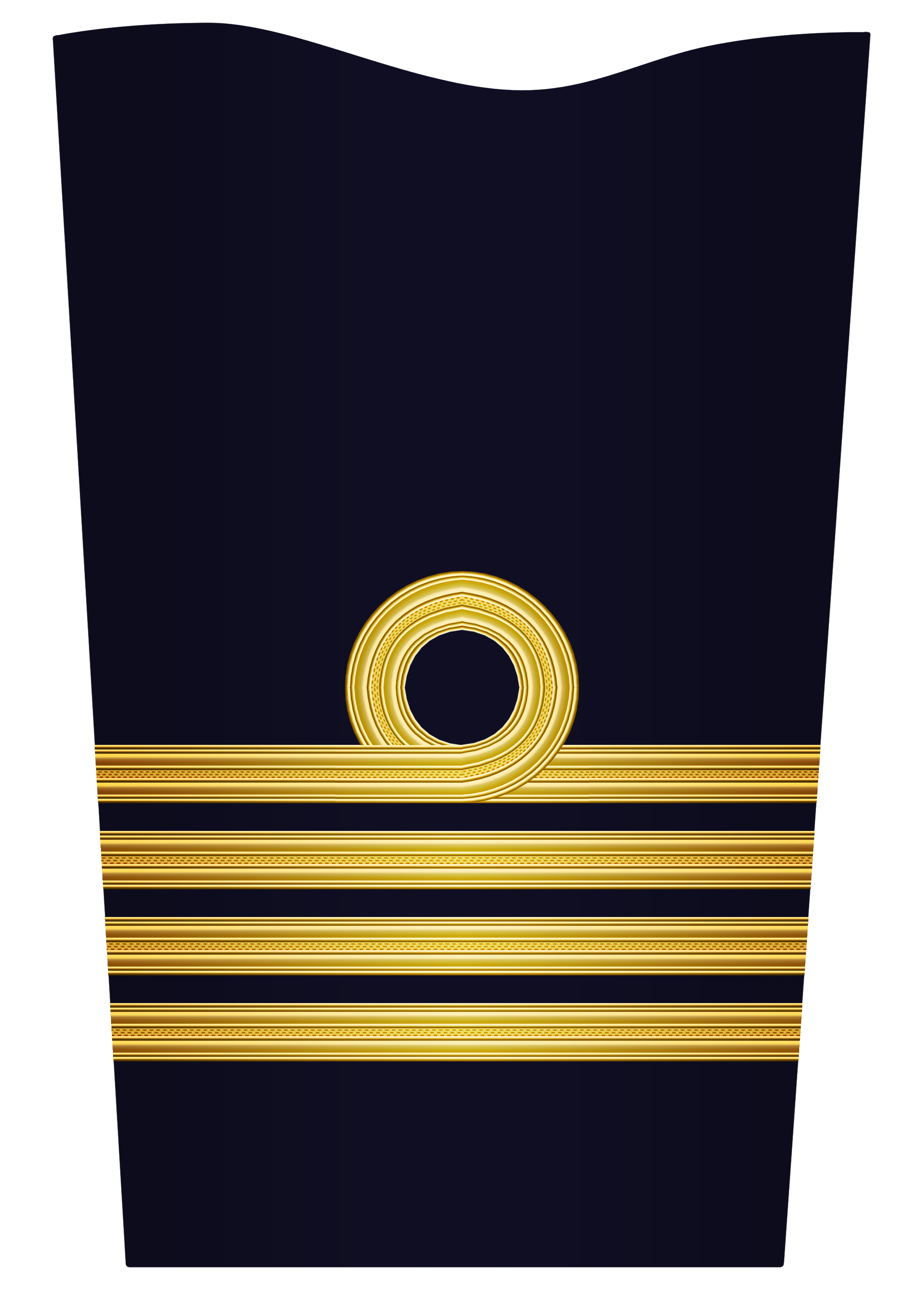
Gradbeteckning på ärm.
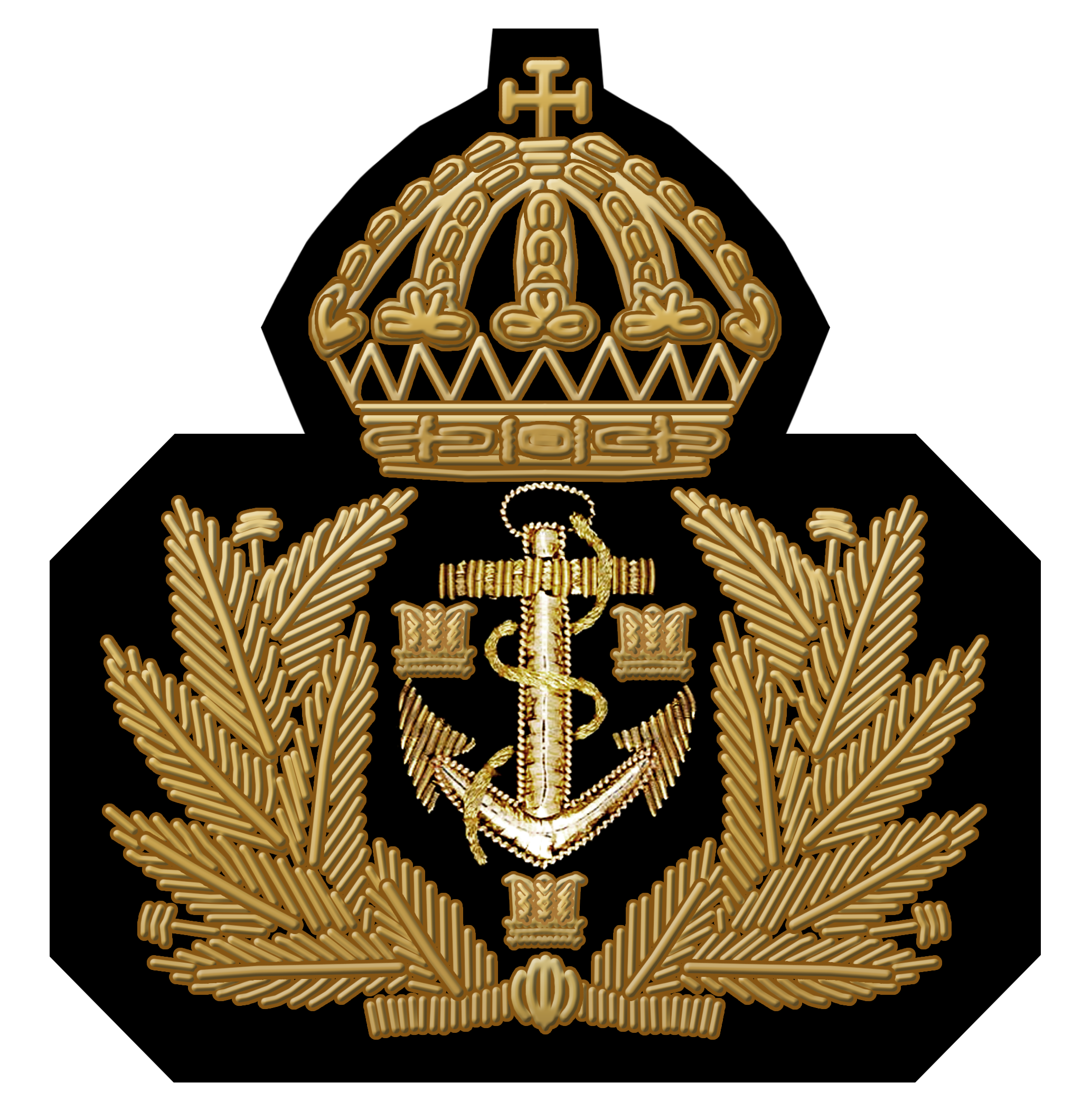
Mössmärke för officer i flottan.

### Gradbeteckning före 2003
Före 2003 bar kommendörer tre 8 mm guldgaloner samt en ögla av 16 mm guldgalon m/51. På ärmar motsvarade dessa 11 mm och 23 mm guldgaloner m/51.

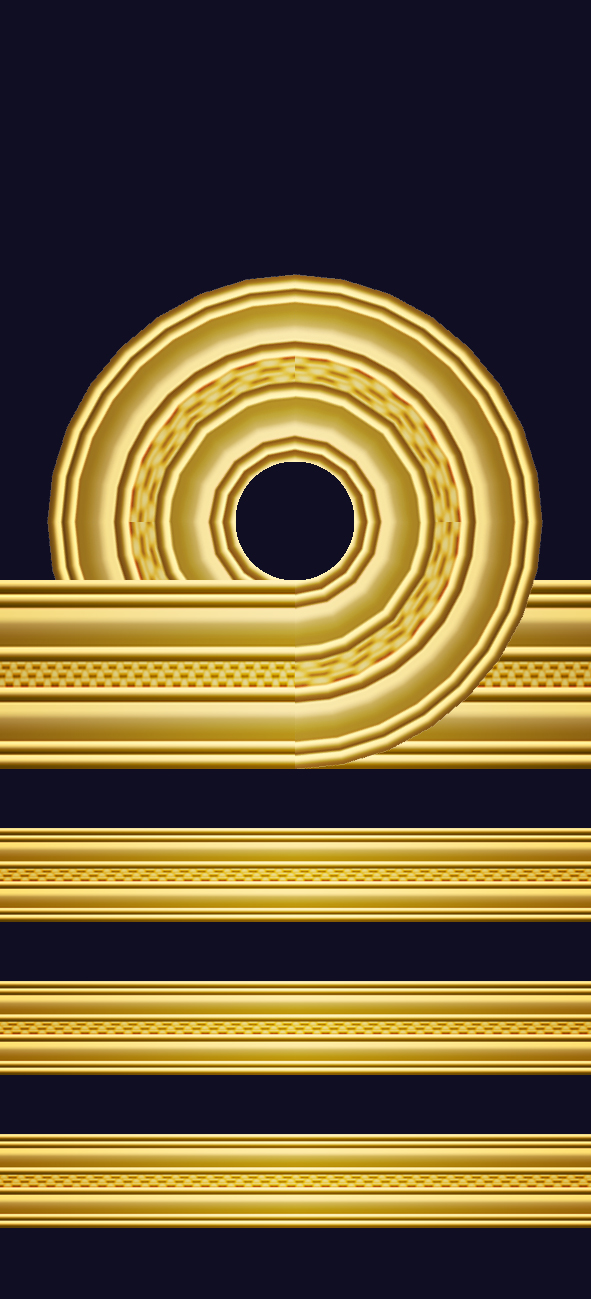
Axelklaffshylsa.
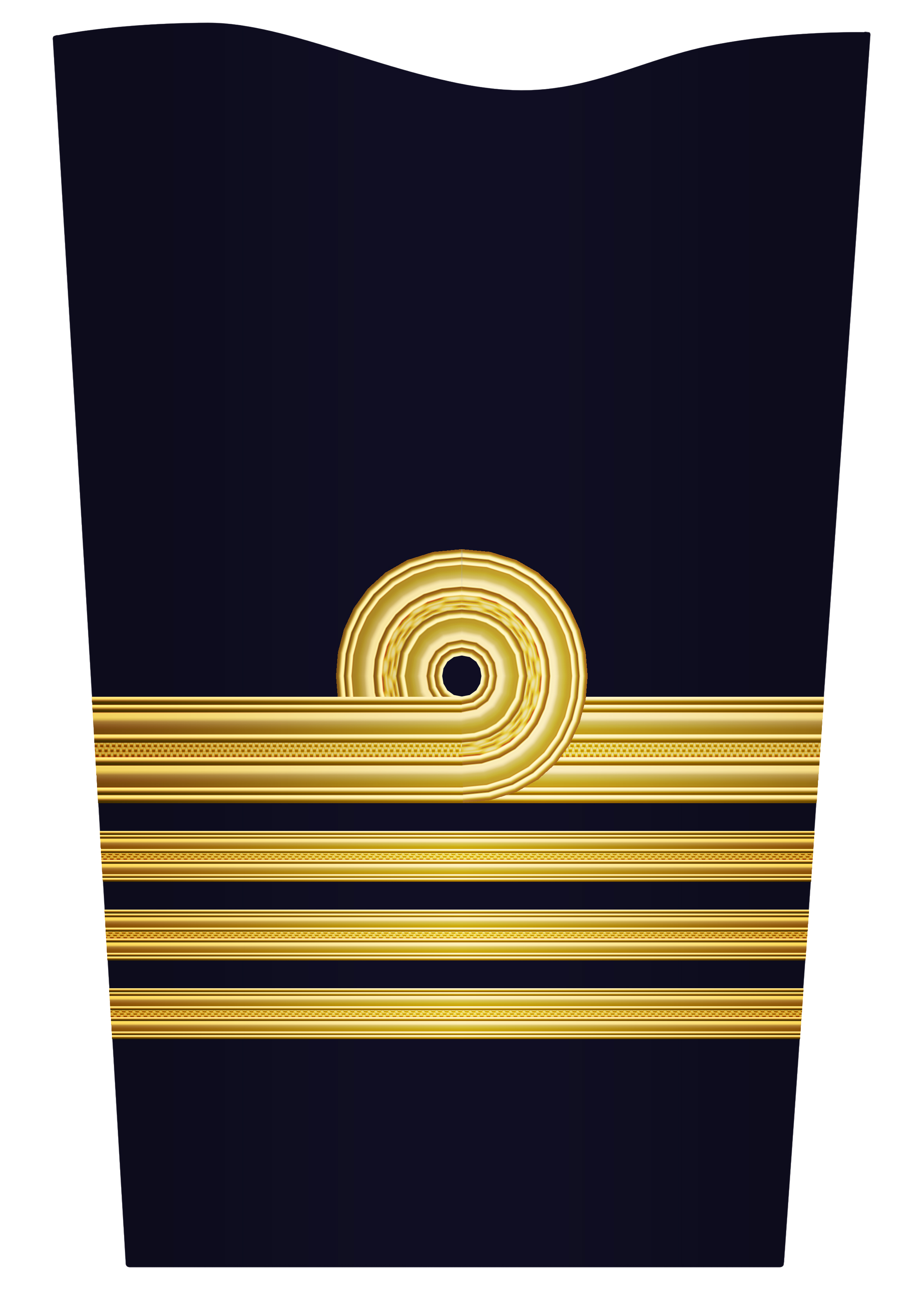
Gradbeteckning på ärm.

## Lingvistiskt ursprung
"Det svenska ordet 'kommendör' härstammar från det nederländska ordet 'commandeur', som användes som en tjänstegrad på 1500- och 1600-talet och från år 1955. Det engelska ordet 'commodore' härstammar också från 'commandeur'. Således är den bokstavliga översättningen av 'kommendör' till engelska 'commodore' . Historiskt sett var den svenska graden kommendör och den engelska graden 'commodore' likvärdiga, det vill säga graden mellan kapten och 'konteramiral'/'rear admiral'. Detta gäller fortfarande i den brittiska flottan men inte längre i den svenska. Den historiska graden 'kapten' delades i två och fick, efter många namnändringar, slutligen namnen 'kommendörkapten' och 'örlogskapten'. Den historiska graden 'underkapten' blev dagens 'kapten'.

## Finland
Kommendör (finska: Komentaja) har rang närmast under kommodor (finska: Kommodori) och närmast över kommendörkapten (finska: Komentajakapteeni) och motsvarar därmed i rang en svensk kommendörkapten i den finländska marinen.
Kommendören för försvarsmakten är officeren som leder Försvarsmakten och är därmed motsvarigheten till Sveriges överbefälhavare.

## Internationella jämförelser
Graden är inplacerad i NATO-nivån OF-5, vilket motsvarar följande tjänsteställningar i olika länders försvarsmakter.
| OF-5 | Land/Försvarsmakt   | Grad                  | Gradbeteckning |
| ---- | ------------------- | --------------------- | -------------- |
|      | USA:s flotta        | Captain               |                |
|      | Brittiska flottan   | Captain               |                |
|      | Tysklands flotta    | Kapitän zur See       |                |
|      | Frankrikes flotta   | Capitaine de Vaisseau |                |
|      | Norges marinförsvar | Kommandør             |                |
|      | Danmarks flotta     | Kommandør             |                |
|      | Finlands marin      | Kommodori Kommodor    |                |